# موسى ييل بيتش
موسى ييل بيتش (بالإنجليزية: Moses Yale Beach)‏ هو صحفي ورائد أعمال ودبلوماسي أمريكي، ولد في 7 يناير 1800 في والينغفورد ‏ في الولايات المتحدة، وتوفي بنفس المكان في 18 يوليو 1868.